# 女川町立女川中学校
女川町立女川中学校（おながわちょうりつ おながわちゅうがっこう）は、宮城県牡鹿郡女川町にある公立中学校。

## 概要
- 2011年3月11日に発生した東日本大震災で甚大な被害を受けて人口減少となり、女川町内にあった二つの中学校を統合して女川中学校が開校した[2]。
- 2020年、町内の唯一の小学校と中学校が、小中一貫校として開校。

## 沿革
- 2013年（平成25年）

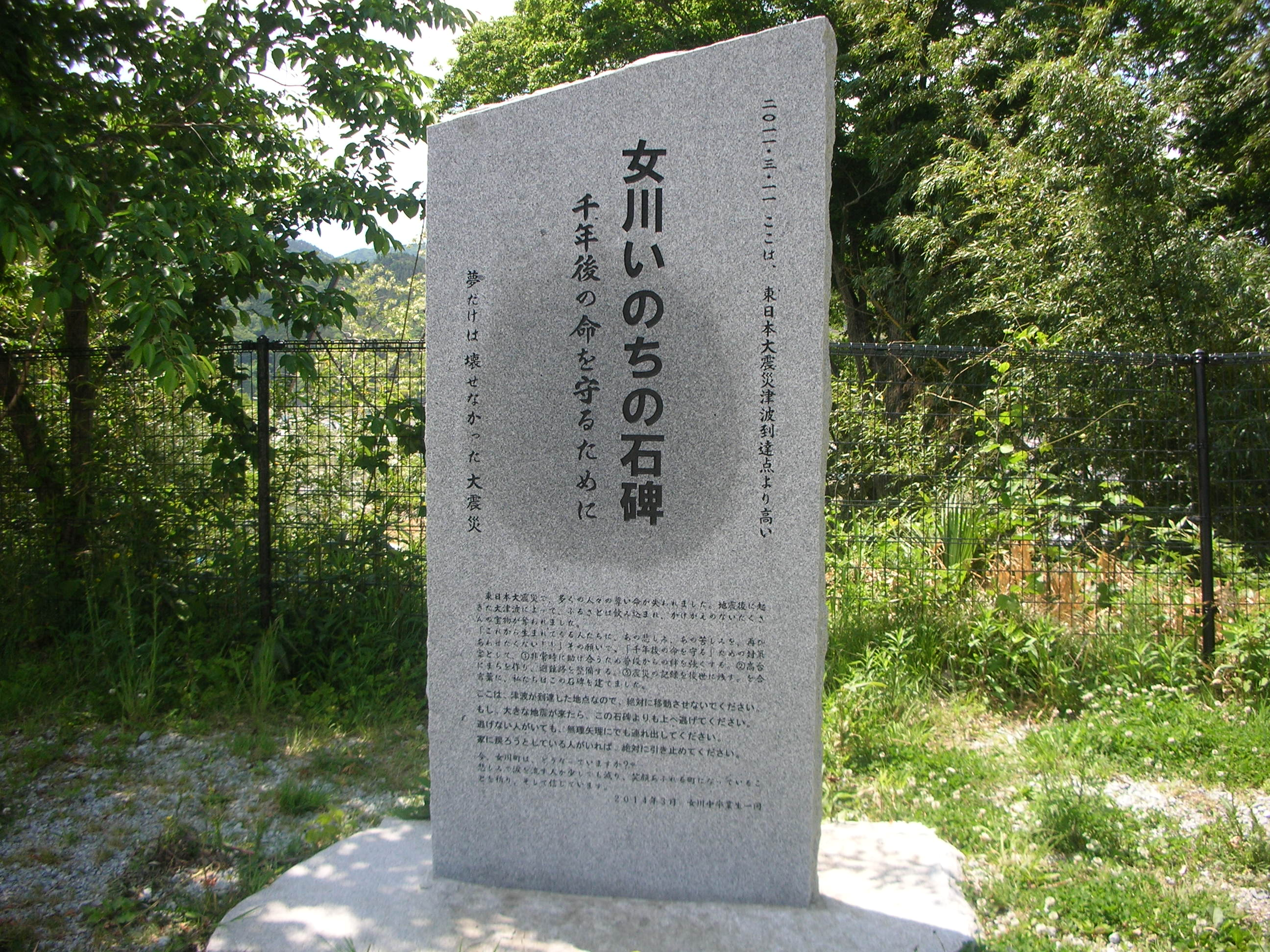
女川いのちの石碑

  - 4月1日 - 女川町立女川第一中学校と女川町立女川第二中学校が統合して開校。同時に高橋功が校長に就任。
  - 9月14日 - 初の運動会開催。NPOカタリバの女川向学館の先生も参加[3]。
  - 11月23日 - 校舎前の広場に女川いのちの石碑（「夢だけは壊せなかった大震災」）を建立。
- 2014年（平成26年）
  - 4月1日 - 浅川光喜が校長に就任。
- 2016年（平成28年）
  - 4月1日 - 山野和好が校長に就任。
- 2020年（令和2年）
  - 4月1日 - 伊藤拓巳が校長に就任。
  - 8月23日 - 鉄筋コンクリート4階建ての新校舎供用開始[4]。

## 女川町に存在した中学校
- 女川町立女川第一中学校 〒986-2261 宮城県牡鹿郡女川町女川浜字大原469-1
- 女川町立女川第四小学校／女川町立女川第二中学校 〒986-2211 宮城県牡鹿郡女川町出島字合ノ浜54-2
- 女川町立女川第五小学校／女川町立女川第三中学校 〒986-2212 宮城県牡鹿郡女川町江島字荒藪40
- 女川町立女川第六小学校／女川町立女川第四中学校 〒986-2224 宮城県牡鹿郡女川町大石原浜字向3-1

## 学区
女川町の全域を学区とする。

## 歴代校長
ここでは2020年10月20日時点の歴代校長をあげる。
- 初代：高橋功
- 2代：浅川光喜
- 3代：山野和好
- 4代：伊藤拓巳（現校長）

## 東日本大震災
2011年3月11日におきた東日本大震災による直接的な被害はなかったものの、児童生徒数が減少した。